# Pollia vermeuleni
Pollia vermeuleni is een slakkensoort uit de familie van de Buccinidae. De wetenschappelijke naam van de soort is voor het eerst geldig gepubliceerd in 1980 door Knudsen.